# Czarny Ług
Czarny Ług (d. Wierzchowiny-Czarny Ług) – wieś w Polsce, położona w województwie mazowieckim, w powiecie radomskim, w gminie Jedlińsk. Ma status sołectwa.
W skład sołectwa Czarny Ług wchodzi osada Budki Wierzchowskie.
W latach 1975–1998 miejscowość administracyjnie należała do województwa radomskiego.
Nazwa Czarny Ług pochodzi od staropolskiego słowa ług, „czyli bagna, mokradła, miejsca zalanego wodą” (Piątkowski, 2012).
| SIMC    | Nazwa               | Rodzaj    |
| ------- | ------------------- | --------- |
| 0624663 | Budki Wierzchowskie | część wsi |

Wierni kościoła rzymskokatolickiego należą do parafii Niepokalanego Serca Najświętszej Maryi Panny w Bierwcach.

## Zobacz też

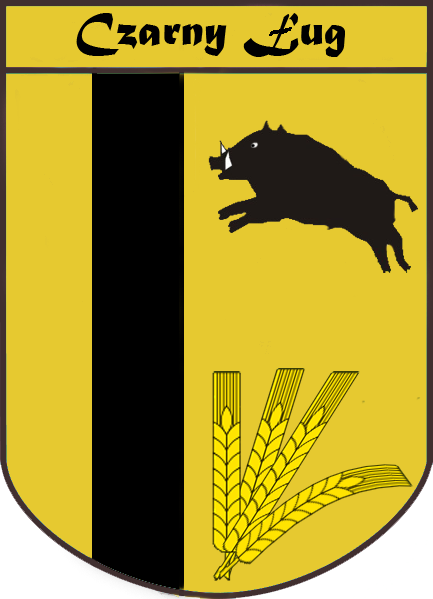
Nieoficjalny herb wsi Czarny Ług